# Lucebert
Lucebert seudónimo de Lubertus Jacobus Swaanswijk (Ámsterdam, 15 de septiembre de 1924 - Alkmaar, 10 de mayo de 1994) fue un pintor y poeta neerlandés perteneciente al grupo CoBrA.

## Biografía
Fue figura crucial en la poesía neerlandesa de posguerra, fue autor de una obra plástica de gran creatividad y poder de fascinación. Su obra atraviesa sus diferentes etapas: dibujos y pinturas realizados, en gran parte, en España entre 1964 y 1994.
Practicó el dibujo y la pintura desde su infancia y en 1938 asistió como becado a la escuela de Artes Decorativas de Ámsterdam. Inicialmente fue conocido por su poesía revolucionaria, que sacudió el panorama literario europeo de la posguerra. Lucebert se unió al Grupo Holandés Experimental en 1949, formado por los artistas Corneille, Constant y Appel, y los poetas Kouwenaar, Elburg, Schierbeek y Campert. Poco después participó como poeta y junto a estos mismos artistas en la fundación del grupo Cobra en París. Su obra literaria alcanzó una gran difusión en Alemania tras su publicación en 1955.
El impacto de su poesía motivó que Bertolt Brecht le invitara a visitarle en Berlín Oriental. En sus inicios como artista plástico se sintió atraído por la obra de Picasso, Arp, Miró, y otros artistas vanguardistas. A finales de los 40 comenzó a realizar sus dibujos y gouaches de seres míticos que presentan similitudes con los que aparecen en los cuadros de algunos componentes del grupo Cobra. En su obra se aprecia, como característica constante, un juego finamente poético de líneas y colores, de una gran libertad. En torno a 1960 empieza a imponerse en ella el lenguaje mitologizante de grupo CoBrA, inspirado en una figuración que le fascina y le recuerda de cerca el dibujo de los niños y el de los enfermos mentales. La obra de Lucebert nos muestra un mundo deforme y caricaturesco, visión demoníaca del nuestro y poblado de seres extraños, animales y monstruos.
A lo largo de los años sesenta, sus trazos lineales evolucionan haciéndose cada vez más duros y agresivos. Lucebert retrata en este periodo, con crueldad implacable, un ser humano dominado por sus pasiones, sus miedos y sus obsesiones. Su obra plástica alcanzó una gran difusión internacional tras su participación en certámenes como la Documenta de Kassel, la Primera Bienal de París -donde fue premiado- y Vitalita nell’Arte, en Venecia, en 1959, y la International Exhibition de Pittsburgh en 1961. Posteriormente, participó en diversas muestras que se presentaron en Alemania, Italia, Japón y otros países. Lucebert realizó asimismo numerosas muestras individuales a partir de 1948 en diferentes galerías y museos europeos. En 1961 el Stedelijk Van Abbemuseum de Eindhoven le dedicó una gran retrospectiva, a la que siguieron las organizadas por el Stedelijk Museum de Ámsterdam en 1969 y 1987. En España su obra se expuso en la galería Juana Mordó de Madrid en 1977. Lucebert sintió una especial fascinación por España, sus gentes, idioma, arte y literatura. A partir de 1963 descubrió el campo alicantino y en 1970 construyó su casa-taller en la localidad costera de Benitatxell, donde residiría durante largas estancias, concentrado en su obra y viviendo en un relativo aislamiento. Solamente mantuvo contacto con algunos amigos, como Antonio Saura, que consideraba a Lucebert su alma gemela del norte.